# Negeta molybdota
Negeta molybdota är en fjärilsart som beskrevs av George Francis Hampson 1912. Negeta molybdota ingår i släktet Negeta och familjen trågspinnare. Inga underarter finns listade i Catalogue of Life.